# آویا (شرکت هوافضا)
آویا موتورز اس.آر.او.(به انگلیسی: Avia Motors s.r.o.) یک تولید کننده خودرو مستقر در جمهوری چک است. این شرکت در سال ۱۹۱۹ به عنوان یک سازنده هواپیما تأسیس شد و پس از سال ۱۹۴۵ به تولید کننده کامیون تبدیل شد. به عنوان یک سازنده هواپیما، به دلیل تولید هواپیماهای جنگنده دوبال، به خصوص آویا بی-۵۳۴، مشهور است. آویا تولید هواپیما را در سال ۱۹۶۳ متوقف کرد.

## همچنین ببینید
- تاترا
- اشکودا